# Camanche Village (Kalifornija)
Camanche Village je naseljeno područje za statističke svrhe u američkoj saveznoj državi Kalifornija. Prema popisu stanovništva iz 2010. u njemu je živjelo 847 stanovnika.